# Casa Woods-Gerry
La Casa Woods-Gerry (o Casa del doctor Marshall Woods) es una casa histórica en 62 Prospect Street en la ciudad de Providence, la capital del estado de Rhode Island (Estados Unidos). 

## Descripción
Es una gran estructura de ladrillos de tres pisos, diseñada por Richard Upjohn y construida en 1860 para el doctor y la doctora Marshall Woods. Es la casa más grande del siglo XIX que sobrevive en Providence, tiene 17 m de ancho y 23 m de profundidad. Presenta un estilo italiano sobrio, más evidente en su porche y  puerta cochera, y en la línea del techo. Alberga actualmente la oficina de Admisiones de la Escuela de Diseño de Rhode Island.
La casa fue incluida en el Registro Nacional de Lugares Históricos en 1971.

## Galería

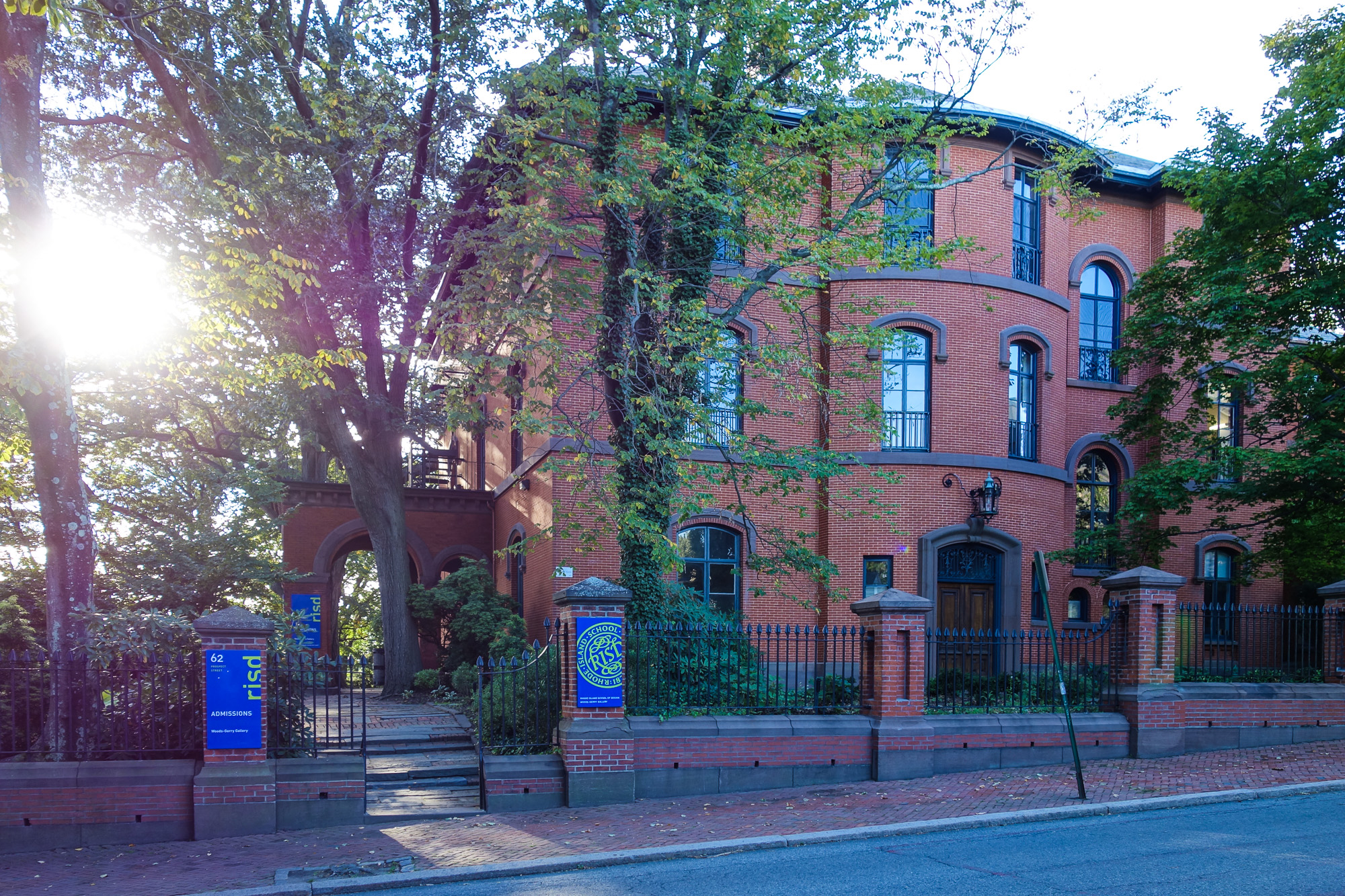
La casa en 2012